# Tesoros Imperiales de Japón

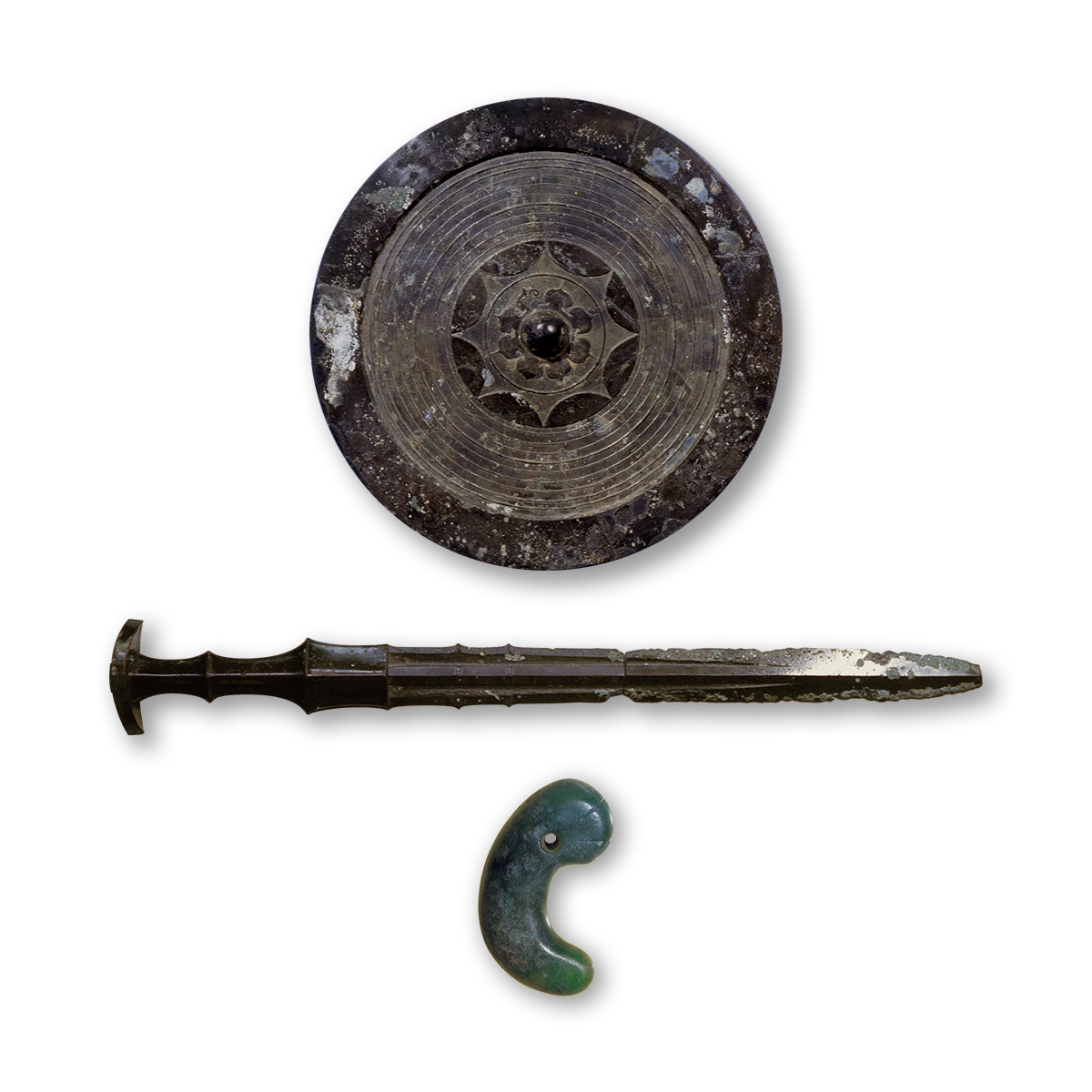
Interpretación de un artista de los Tesoros Imperiales de Japón.

El Tesoro Imperial de Japón (三種の神器 Sanshu no Jingi?), conocido como "Los Tres Tesoros Sagrados", consisten en una espada, Kusanagi no Tsurugi (草薙劍), una joya o collar de joyas Yasakani no Magatama (八尺瓊曲玉) y el espejo Yata no Kagami (八汰鏡). Representan las tres virtudes primarias de Japón: el valor (la espada), la sabiduría (el espejo) y la benevolencia (la joya). Estos elementos están conectados al ideal budista.
Debido al estatus legendario de estos objetos, la ubicación exacta de los mismos no está confirmada pero es de conocimiento general que la espada se encuentra en el Templo Atsuta en Nagoya, la joya en Santuarios de los Tres Palacios en Tokio y el espejo en el Santuario de Ise en la Prefectura de Mie.

## Tradición
Desde el año 690, la presentación de estos objetos al Emperador por un grupo de sacerdotes shinto, son parte de la gran ceremonia de coronación. Esta ceremonia no es pública y estos elementos son tradicionalmente solamente vistos por el emperador y algunos sacerdotes. Por esta razón, no existen fotografías ni dibujos de los mismos. 
De acuerdo a la leyenda, estos artefactos fueron donados por Ninigi-no-Mikoto, el legendario ancestro de la línea de sucesión imperial japonesa cuando su abuela, la  diosa solar Amaterasu, lo envió para pacificar Japón. El origen de estos elementos aún se mantiene en una incógnita.  Fueron tradicionalmente los símbolos de la divinidad del emperador como descendiente de Amaterasu, lo cual legitima su rol jerárquico en Japón. 
Según la mitología japonesa, cuando Amaterasu se escondió en su cueva de su hermano Susanoo, quitando la luz del mundo, la diosa Ama no Uzume colgó un espejo y joyas fuera de la cueva, causando que la diosa del sol saliese para ver su propio reflejo. Al asustarse por su propia imagen, los dioses pudieron sacarla de la cueva. Luego Susanoo presentó como parte de su disculpa a Amaterasu, la espada Kusanagi, la cual obtuvo del cuerpo de una serpiente de ocho cabezas, Yamata-no-Orochi. 
Durante el período de las dinastías norte y sur en el siglo XIV, la Dinastía Sur tomó posesión de los tesoros imperiales lo que generó a cronistas de la era moderna a definir ese acontecimiento como la prueba de legitimidad para mantener una línea genealógica. 
En el documental de la PBS "Victoria en el Pacífico" (2005), el historiador Donald Miller cuenta que en los días después de la Conferencia de Potsdam el 26 de julio de 1945, el Emperador Shōwa estaba más preocupado por reubicar el espejo, la espada y la joya a un lugar seguro antes que preocuparse de la "destrucción de su país". Este comentario está basado en las declaraciones de Hirohito a Koichi Kido entre el 25 y 31 de julio de 1945, cuando ordenó al Guardián Imperial del Tesoro a protegerlo "a toda costa".